# Mareuil-en-Dôle
Mareuil-en-Dôle – miejscowość i gmina we Francji, w regionie Hauts-de-France, w departamencie Aisne.
Według danych na styczeń 2014 roku gminę zamieszkiwały 262 osby, a gęstość zaludnienia wynosiła 30,4 osób/km².